# Fernando Trueba
Fernando Trueba   (Madrid, 18 de gener de 1955) nom més conegut de Fernando Rodríguez Trueba, és un escriptor i director de cinema espanyol. És germà del guionista i productor de cinema David Trueba.

## Biografia
Segons ha dit ell mateix, ja als quinze anys volia matricular-se a l'Escola Oficial de Cinema. Tot i això, just abans que pogués entrar, les autoritats van tancar l'escola el 1976 i llavors va decidir matricular-se a la recentment creada Facultat de Ciències de la Informació de la Universitat Complutense. Allí va coincidir amb altres aficionats al cinema, com l'actor Antonio Resines o el crític Carlos Boyero i aviat van arribar al convenciment que aquest no era el lloc ideal per aprendre a fer cinema. S'inicià fent la crítica cinematogràfica al diari El País i la revista Guía del Ocio.

###### Trajectòria
Es va donar a conèixer amb la seva primera pel·lícula anomenada oportunament Ópera Prima (1980), una pel·lícula amb baix pressupost que va ser ben acceptada pel públic i es va convertir en un exponent de l'anomenada comèdia madrilenya, i la posterior Sé infiel y no mires con quien (1985), una comèdia protagonitzada per Ana Belén, Carmen Maura i Antonio Resines, tingué un gran èxit.
La seva projecció internacional va fer un gran pas el 1987, en guanyar un Os de Plata per la seva destacada aportació al Festival Internacional de Cinema de Berlín amb la pel·lícula El año de las luces. Amb La niña de tus ojos, Trueba va tornar a participar en la Berlinale 11 anys després, competint per l'Os d'Or del festival, que no va aconseguir guanyar. A Espanya, en canvi, la pel·lícula va aconseguir un total de set premis Goya.
Entre els premis més destacats del cineasta espanyol hi ha l'Oscar a la millor pel·lícula de parla no anglesa que va obtenir amb Belle Époque (1993), la qual també va ser guanyadora de tres premis Goya. S'ha posicionat en diverses ocasions en contra de la pràctica del doblatge en el cinema.

## Filmografia com a director
- 1980: Ópera prima
- 1982: Mientras el cuerpo aguante
- 1986: El año de las luces
- 1989: La mujer de tu vida: La mujer inesperada (televisió)
- 1989: El sueño del mono loco
- 1992: Belle Époque
- 1995: Two Much
- 1998: La niña de tus ojos
- 2000: Calle 54 (documental)
- 2002: El embrujo de Shanghai
- 2004: El milagro de Candeal (documental)
- 2009: El baile de la Victoria
- 2010: Chico i Rita (Chico & Rita)

## Premis i nominacions

### Premis
- 1987. Os de Plata per El año de las luces
- 1990. Goya al millor director per El sueño del mono loco
- 1990. Goya al millor guió adaptat per El sueño del mono loco
- 1993. Goya al millor director per Belle Époque
- 1993. Goya al millor guió original per Belle Époque
- 1994. Oscar a la millor pel·lícula de parla no anglesa per Belle Époque
- 1995. BAFTA a la millor pel·lícula estrangera per Belle Époque
- 2005. Goya al millor documental per El milagro de Candeal
- 2011. Estrella al Passeig de la fama de Madrid
- 2012. Gaudí a la millor pel·lícula d'animació per Chico & Rita
- 2015. Premi Nacional de Cinematografía 2015

### Nominacions
- 1987. Os d'Or per El año de las luces
- 1993. Os d'Or per Belle Époque
- 1999. Os d'Or per La niña de tus ojos
- 1999. Goya al millor director per La niña de tus ojos
- 2003. Goya al millor guió adaptat per El embrujo de Shanghai
- 2010. Goya a la millor pel·lícula per El baile de la Victoria
- 2010. Goya al millor director per El baile de la Victoria
- 2010. Goya al millor guió adaptat per El baile de la Victoria
- 2012. Oscar a la millor pel·lícula d'animació per Chico & Rita
- 2012. Gaudí al millor director per Chico & Rita
- 2012. Gaudí al millor guió per Chico & Rita